# Simone Pasqua
Simone Pasqua (né le 17 ou 18 novembre 1492  à Taggia, dans l'actuelle région de Ligurie, alors dans la république de Gênes, et mort à Rome le 4 septembre 1565) est un cardinal italien du XVIe siècle. Sa famille est un actionnaire important de l'Office de Saint Georges à Gênes, une des premières banques modernes.

## Biographie
Simone Pasqua est clerc à Gênes, ambassadeur du pontife à la république de Gênes et ambassadeur en Angleterre, pour féliciter le roi Philippe II d'Espagne avec son mariage avec la reine Mary Tudor. Il est médecin du pape Pie IV, qu'il connaît depuis son enfance. En 1561 il est nommé évêque de Luni-Sarzana.
Il est créé cardinal par le pape Pie IV lors du consistoire du 12 mars 1565, mais il meurt quelques mois après.